# 桂春雨
桂 春雨（かつら はるさめ）は、落語家・色物の名跡。当代は2代目か3代目であると推測される。過去に何人いたか不明。
- 先代桂春雨（大正末生 - 1960年） - 二代目桂春団治の桂福団治時代の門人で春団治の一番弟子。桂一福から1934年11月、桂春雨と改名。同時に師匠は桂春團治となる。上方落語衰退期の1939年に落語家を廃業し、漫才に転身。新興演芸部でミスワカ子とコンビを組む。戦後は春団治の一座に納まった。落語家時代には「たらちね」が印象的だったと吉田留三郎が著書の『かみがた芸能 漫才太平記』の中で評した。なお同著書では「1960年に死去した」と書かれている。

桂 春雨（かつら はるさめ、1964年1月28日 - ）は東京都文京区出身の落語家。本名は中田 雅也。出囃子は「春雨」。

## 経歴
東京都立小石川高等学校卒業後、1983年4月に三代目桂春団治に入門。

## 活動
- 上方落語協会茶道部「楽茶会」会員
- 上方落語地車囃子保存会「雅会」会員
- 阿波踊り「はなしか連」東京支社長
- 「はなしか宝塚ファン倶楽部」会員
- アメリカ・マイアミ名誉市民

## 人物・来歴
- 1964年、東京都文京区、三業地のあった白山一丁目（旧、小石川指ヶ谷町）で生まれる。妻はカルビー創業者松尾孝の孫娘。
- 歌舞伎・文楽を愛好し、お茶を嗜み長唄を口ずさむ「優男（やさおとこ）」。和物だけでなく、近年は宝塚歌劇にも目覚め、健康のためにクラシックバレエのレッスンも始めた。

## エピソード
- 毎年訪れるイタリアについてかなり詳しく、自転車プロロードレース選手マリオ・チポリーニのファン。
- 虚弱体質であり、花粉症。肺に水が溜まって入院したこともある。
- 第3回公演より「花詩歌タカラヅカ」に参加。芸名は「小石川 みや美」。
- 夫人はお囃子の中田まなみ。花詩歌タカラヅカの芸名は「喜多浜 こすも」。
- 2007年より、大阪市立大学において公開授業「大阪落語への招待」に講師として参加し桂春之輔と共に教鞭をとる。2014年より客員准教授。2017年より客員教授。
- 生誕五十年を記念して、大阪の寄席天満天神繁昌亭に於いて、一年間の間に五十席の落語を口演する『春雨五十席』と題する独演会シリーズ（全18回）を開催した。
- 五十歳になったのをきっかけに、アンチエイジングのためクラシックバレエを始める。
- 3代目桂春団治の華麗な羽織の脱ぎ方を継承しているのは、門弟では桂春雨だけである[1]。